# Olga Frolkina
Olga Edoeardovna Frolkina (Russisch: Ольга Эдуардовна Фролкина) (Penza, 28 juli 1997) is een Russisch basketbalspeelster die uitkomt voor het nationale team van Rusland. Ze heeft ook verschillende onderscheidingen gekregen waaronder de Medaille voor het dienen van het Moederland en Meester in de sport van Rusland.

## Carrière
In 2014 ging Frolkina spelen bij Dinamo Koersk 2. In 2016 stapte ze over naar Inventa Koersk. In 2019 stapte ze over naar Dinamo Koersk. Met Dinamo won ze het Landskampioenschap van Rusland in 2022. In 2023 verhuisde ze naar MBA Moskou. Na een jaar keerde ze terug bij Dinamo Koersk.
Met Rusland speelde Frolkina op het kwalificatie toernooi voor het Europees kampioenschap in 2021. Op de Olympische Zomerspelen van 2020 won ze de zilveren medaille als onderdeel van het Russische 3x3-basketbalteam.

## Privé
Olga heeft een tweelingzus Jevgenia Frolkina die ook basketbalspeelster is.

## Erelijst
- Landskampioen Rusland: 1
  - Winnaar: 2022
  - Tweede: 2020, 2021
- Bekerwinnaar Rusland: 1
  - Winnaar: 2020
  - Runner-up: 2021
- 3x3-basketbal op de Olympische Zomerspelen 2020:
  - Zilver: 2020